# Списак највећих избегличких криза
Избегличка криза обухвата тешкоће у пријему великих група присилно расељених лица.

## Табела
Испод је наведена табела која пописује највеће избегличке кризе. Обухвата број избеглица по догађају с најмање милион укључених појединаца. Табела не убраја интерно расељена лица (ИРЛ). Код догађаја за које се процене разликују израчунава се геометријска средина најниже и највише процене ради ваљаног рангирања.
| Догађај                       | Број избеглица        | Место постанка        | Почетак | Крај      | Трајање   | Реф.                                |
| ----------------------------- | --------------------- | --------------------- | ------- | --------- | --------- | ----------------------------------- |
| Други светски рат             | 40.000.000—60.000.000 | Европа                | 1939.   | 1945.     | 6 година  | [ 1 ] [ 2 ] [ 3 ] [ 4 ] [ 5 ] [ 6 ] |
| Подела Индије                 | 10.000.000—20.000.000 | Индијски потконтинент | 1947.   | 1948.     | 1 година  | [ 7 ] [ 8 ]                         |
| Први светски рат              | 7.000.000—15.000.000  | Европа                | 1914.   | 1918.     | 4 године  | [ 9 ] [ 10 ] [ 11 ]                 |
| Бангладешки ослободилачки рат | 10.000.000            | Индијски потконтинент | 1971.   | 1979.     | 8 година  | [ 12 ]                              |
| Руско-украјински рат          | 7.700.000             | Украјина              | 2022.   | још траје | 39 месеци | [ 13 ]                              |
| Грађански рат у Сирији        | 6.700.000             | Сирија                | 2011.   | још траје | 11 година | [ 14 ]                              |
| Совјетски рат у Авганистану   | 6.200.000             | Авганистан            | 1978.   | 1989.     | 11 година | [ 15 ]                              |
| Боливарска револуција         | 6.000.000             | Венецуела             | 2014.   | још траје | 8 година  | [ 16 ] [ 17 ]                       |
| Ратови у Југославији          | 2.400.000—4.000.000   | Југославија           | 1991.   | 2001.     | 10 година | [ 18 ] [ 19 ]                       |
| Трећи индокинески рат         | 3.000.000             | Француска Индокина    | 1975.   | 2000.     | 25 година | [ 20 ]                              |
| Корејски рат                  | 1.000.000—5.000.000   | Кореја                | 1950.   | 1953.     | 3 године  | [ 21 ] [ 22 ]                       |
| Рат у Ираку                   | 2.200.000             | Ирак                  | 2003.   | 2012.     | 9 година  | [ 23 ]                              |
| Геноцид у Руанди              | 2.100.000             | Руанда                | 1994.   | 1996.     | 2 године  | [ 24 ]                              |
| Ирачке побуне 1991.           | 1.800.000             | Ирак                  | 1991.   | 1991.     | 8 месеци  | [ 20 ]                              |
| Грађански рат у Мозамбику     | 1.700.000             | Мозамбик              | 1977.   | 1992.     | 15 година | [ 20 ]                              |
| Грађански рат у Јужном Судану | 1.500.000             | Јужни Судан           | 2011.   | 2020.     | 9 година  | [ 25 ]                              |
| Геноцид над Рохинџама         | 1.300.000             | Мјанмар               | 2016.   | још траје | 6 година  | [ 26 ]                              |
| Алжирски рат за независност   | 1.000.000             | Алжир                 | 1954.   | 1962.     | 6 година  | [ 20 ]                              |
| Велика глад у Ирској          | 1.000.000             | Ирска                 | 1845.   | 1849.     | 4 године  | [ 27 ]                              |
| Први грађански рат у Либији   | 1.000.000             | Либија                | 2011.   | 2011.     | 8 месеци  | [ 28 ]                              |
| Грађански рат у Сомалији      | 1.000.000             | Сомалија              | 1991.   | још траје | 31 година | [ 29 ]                              |